# Pieszczanka (rejon mostowski)
Pieszczanka (biał. Пясчанка; ros. Песчанка) – wieś na Białorusi, w obwodzie grodzieńskim, w rejonie mostowskim, w sielsowiecie Kuryłowicze, przy ujściu Sipy do Szczary.
W dwudziestoleciu międzywojennym leżała w Polsce, w województwie nowogródzkim, w powiecie słonimskim, w gminie Kuryłowicze.